# إيرين كارول
إيرين كارول (بالإنجليزية: Erin Carroll) هي لاعبة كرة الريشة أسترالية، ولدت في 4 أبريل 1986 في أستراليا.

## وصلات خارجية
- إيرين كارول على موقع BWF.tournamentsoftware.com (الإنجليزية)
- إيرين كارول على موقع BWFbadminton.com (الإنجليزية)
- إيرين كارول على موقع اللجنة الأولمبية الدولية (الإنجليزية)
- إيرين كارول على موقع أوليمبيديا (الإنجليزية)
- إيرين كارول على موقع اللجنة الأولمبية الأسترالية (الإنجليزية)
- إيرين كارول على موقع اتحاد ألعاب الكومنولث (مؤرشف) (الإنجليزية)
- إيرين كارول على موقع دورة ألعاب الكومنولث 2006 (مؤرشف) (الإنجليزية)